# Puttana galera!
Pour plus de détails, voir Fiche technique et Distribution.
Puttana galera! est une comédie d'aventure italienne  réalisée par Gianfranco Piccioli et sortie en 1976.

## Synopsis
Un groupe de petits voleurs détenus dans la prison de Pianosa décide de s'évader afin de réaliser un gros casse. À la tête du groupe de voleurs se trouve le « colonel », qui espère ainsi se venger de son ancien partenaire Vangelli, qui l'a fait enfermer. 

## Fiche technique
- Titre original italien : Puttana galera! ou Colpo grosso al penitenziario[1],[2]
- Réalisateur : Gianfranco Piccioli
- Scénario : Gianfranco Piccioli, Rita Sala, Adriano Bolzoni
- Photographie : Renato Lomiry
- Montage : Tatiana Morigi
- Musique : Augusto Martelli (it)
- Décors : Alessandro Dell'Orco
- Costumes : Fiamma Bedendo
- Sociétés de production : Parva Cinematografica
- Société de distribution : Indipendenti regionali (Italie)
- Pays de production :  Italie
- Langue originale : italien
- Format : Couleurs
- Durée : 100 minutes
- Genre : Comédie d'aventure
- Dates de sortie :
  - Italie : 1977 (visa délivré le 23 décembre 1976)

## Distribution
- Philippe Leroy : Colonel Remy
- Dagmar Lassander : la poupée du gangster
- Raymond Pellegrin : Vangelli
- Franco Citti : Ciro
- Maurizio Arena : Marpione
- Augusto Martelli : Michele
- Nicolas Barthe :
- Christiana Borghi :
- Enzo Robutti :
- Ernesto Colli
- Rosario Borelli
- Luciano Pigozzi